# Дубово (Пећ)
Дубово (алб. Dubovë) је насељено место у општини Пећ, на Косову и Метохији. Према попису становништва из 2011. у насељу је живело 650 становника.

## Становништво
Према попису из 2011. године, Дубово има следећи етнички састав становништва:
| Националност | 2011.        |
| Албанци      | 643 (98,92%) |
| Бошњаци      | 4 (0,62%)    |
| недоступно   | 3 (0,46%)    |
| Укупно       | 650          |

| Демографија | Демографија | Демографија |
| Година      | Становника  | Становника  |
| ----------- | ----------- | ----------- |
| 1948.       | 477         |             |
| 1953.       | 530         |             |
| 1961.       | 620         |             |
| 1971.       | 832         |             |
| 1981.       | 999         |             |
| 1991.       | 1.095       |             |
| 2011.       | 650         |             |